# Pi Herculis
Pi Herculis is een ster in het sterrenbeeld Hercules. De ster is een reuzenster. Sommige astronomen vermoeden een exoplaneet met de massa van 27 Jupitermassa's.